# West Interlake
West Interlake es un municipio canadiense situado en la provincia de Manitoba.

## Superficie
West Interlake tiene una superficie de 1643,72 km².

## Demografía
En 2021, tenía 2228 habitantes, una densidad poblacional de 1,4 hab./km², y 1314 viviendas.